# Characidium stigmosum
Characidium stigmosum е вид лъчеперка от семейство Crenuchidae.

## Разпространение и местообитание
Този вид е разпространен в Бразилия (Гояс).
Обитава сладководни басейни и реки.

## Описание
На дължина достигат до 4,3 cm.
Популацията на вида е намаляваща.